# تورنمنت مردکا
تورنمنت مردکا (به انگلیسی: Merdeka Tournament) یا تورنمنت فوتبال مردکا، یک مسابقات چند جانبه بین‌المللی فوتبال دوستانه است و به مناسبت روز استقلال در مالزی برگزار می‌شود که این مسابقات اغلب در ورزشگاه مردکا انجام می‌گردد. تا سال ۲۰۲۳، ۴۲ دوره از این تورنمنت برگزار گردید که در دهه‌های اخیر این روند رو به کاهش بوده‌است. تورنمنت مردکا توسط فیفا به عنوان مسابقات بین‌المللی «ای» (A) (مسابقه دوستانه) در نظر گرفته شده‌است.